# 蘇晉
苏晋（676年—734年），唐朝雍州蓝田人，苏珦的儿子。
苏晋几岁的时候就能写文章，作《八卦论》，吏部侍郎房颖叙、秘书少监王绍宗见到后赏叹道：“他是后来之王粲。”苏晋弱冠之年举进士，又应大礼举，都居于上第。先天年间，官至中书舍人，兼崇文馆学士。李隆基监国，每有制命，都让苏晋、贾曾草拟，时人称为苏贾。苏晋也多次进直言，深受皇帝高兴得采纳。出任为泗州刺史，苏晋以父亲苏珦年老请辞职奉养，皇帝同意。苏珦去世后，苏晋担任户部侍郎，袭爵河内郡公。开元十四年（726年），升任吏部侍郎。当时开府宋璟兼尚书事，苏晋和齐浣相继在京城主管选事，实行糊名考判，苏晋赏识提拔很多，很得当时的称誉。侍中裴光庭知尚书事，每次遇到应批回吏部拟任的官员，只是当众翻阅簿子，以朱笔在名字上点下记号而已。苏晋于是在选院榜题：“门下侍中点名字的，改拟官职。”裴光庭以为他侮辱自己，很不高兴，于是出为汝州刺史。三次改任为魏州刺史，加银青光禄大夫，入朝为太子左庶子。开元二十二年（734年）去世，年五十九岁。
苏晋与洛阳人张循之、张仲之兄弟友善，张循之等人都以学业著称。张循之在武则天时上书忤旨被诛。张仲之，神龙年间谋杀武三思，被友人宋之愻所告发，下狱而死。苏晋抚养张仲之子张渐，就像自己的儿子，教他读书，为他筹划婚姻做官。苏晋去世，张渐穿着犹子的丧服，时人以此称道他。苏晋与李白、贺知章、李適之、汝阳王李璡、崔宗之、张旭、焦遂号称“酒中八仙人”。